# Manila South Cemetery
Il Manila South Cemetery (Cimitero sud di Manila) è uno dei quindici luoghi pubblici di sepoltura dell'area di Metro Manila, capitale delle Filippine.
Realizzato nel 1925, sorge in una enclave del comune di Manila all'interno del comune di Makati e occupa una superficie quadrangolare di 25 ettari; ha una capienza prevista di circa 53 000 sepolture.
Fra le sepolture di personaggi illustri spicca la tomba del 6º Presidente delle Filippine Elpidio Quirino, qui sepolto nel 1956.
Sono inoltre qui sepolti altri illustri filippini:
- Ramon Bagatsing, (1916-2006), indo-filippino, fu il più longevo sindaco di Manila fra il 1971 e il 1986.
- Leon Guinto, (1896-1962), sindaco di Manila durante la seconda guerra mondiale ed ex Governatore di Tayabas.
- Lope K. Santos, (1879-1963), grammatico e poeta, Senatore, Governatore di Nueva Vizcaya e Governatore di Rizal.
- Lucrecia Kasilag, (1917-2008), artista, compositrice e National Artist of the Philippines.